# Herman de Gaiffier d'Hestroy
Herman Baron de Gaiffier d'Hestroy (Namur, 18 de maio de 1895 - 20 de outubro de 1960) foi um ginete belga, medalhista olímpico. 

## Carreira
Herman de Gaiffier d'Hestroy representou seu país nos Jogos Olímpicos de 1920, na qual conquistou a medalha de prata no salto por equipe. 